# 西部方面武器隊
西部方面武器隊（せいぶほうめんぶきたい）は、陸上自衛隊目達原駐屯地に駐屯していた西部方面隊直轄の武器科部隊で2003年（平成15年）3月27日に廃止され西部方面後方支援隊に改編された。

## 概要
西部方面隊直轄部隊の一つとして方面隊管内の部隊が保有する装備品等の整備および不発弾処理を担当していた。後方支援体制の改編に伴い、西部方面輸送隊と統合し西部方面後方支援隊として再編された。

## 沿革
- 1964年（昭和39年）3月24日：西部方面武器隊が目達原駐屯地に新編[1]。
- 1977年（昭和52年）4月：第312武器野整備中隊が別府駐屯地から湯布院駐屯地に移駐[2]。
- 1994年（平成06年）3月28日：第104不発弾処理隊が目達原駐屯地に新編[1]。西部方面武器隊に隷属。
- 2003年（平成15年）3月27日：西部方面武器隊が廃止。西部方面輸送隊および西部方面隊隷下の各部隊の整備部門の一部を吸収再編し、西部方面後方支援隊が新編。

## 部隊編成
- 西部方面武器隊本部
- 第311武器野整備中隊
- 第312武器野整備中隊（湯布院駐屯地）
- 第104不発弾処理隊

## 歴代隊長
| 代 | 氏名                 | 在職期間                                                    | 前職                                           | 後職                                                             |
| -- | -------------------- | ----------------------------------------------------------- | ---------------------------------------------- | ---------------------------------------------------------------- |
| 01 | 竹内孝弟 （2等陸佐） | 1964年03月24日 - 1964年07月15日                             | 第107武器大隊長                                | 陸上自衛隊武器学校                                               |
| 02 | 西村安之             | 1964年07月16日 - 1967年03月15日 ※1967年01月01日 1等陸佐昇任 | 陸上自衛隊武器学校 （2等陸佐）                 | 陸上幕僚監部武器課火器班長                                       |
| 03 | 石橋雅美 （2等陸佐） | 1967年03月16日 - 1970年07月15日                             | 陸上自衛隊武器学校                             | 陸上自衛隊九州地区補給処付 →1971年1月5日 停年退官（1等陸佐昇任） |
| 04 | 中野政明             | 1970年07月16日 - 1972年07月16日 ※1972年07月01日 1等陸佐昇任 | 武器教導隊長 （2等陸佐）                       | 中部方面総監部武器課長                                           |
| 05 | 友近美和             | 1972年07月17日 - 1975年03月16日 ※1974年01月01日 1等陸佐昇任 | 武器教導隊長 （2等陸佐）                       | 中部方面総監部武器課長                                           |
| 06 | 南昇 （2等陸佐）     | 1975年03月17日 - 1977年07月31日                             | 西部方面総監部勤務                             | 陸上自衛隊九州地区補給処付                                       |
| 07 | 植野眞成             | 1977年08月01日 - 1979年03月15日 ※1979年01月01日 1等陸佐昇任 | 西部方面総監部武器課勤務 （2等陸佐）           | 陸上自衛隊高射学校第2教育部長                                    |
| 08 | 山口康徳             | 1979年03月16日 - 1981年07月31日 ※1980年03月17日 1等陸佐昇任 | 陸上幕僚監部装備部武器・化学課勤務 （2等陸佐） | 調達実施本部横浜支部検査第2課長                                  |
| 09 | 田中隆               | 1981年08月01日 - 1984年03月15日 ※1982年07月01日 1等陸佐昇任 | 陸上自衛隊武器補給処十条支処勤務 （2等陸佐）   | 陸上自衛隊武器学校研究員                                         |
| 10 | 伊藤謙介             | 1984年03月16日 - 1986年03月16日                             | 陸上自衛隊武器補給処技術部 技術第1課長         | 東部方面総監部勤務                                               |
| 11 | 中野昭人             | 1986年03月17日 - 1987年07月31日                             | 陸上自衛隊武器補給処補給部長                   | 陸上自衛隊武器補給処総務部長                                     |
| 12 | 柿谷勲夫             | 1987年08月01日 - 1989年03月15日                             | 陸上幕僚監部教育訓練部訓練課 教範教養班長      | 防衛大学校教授                                                   |
| 13 | 田原明彦             | 1989年03月16日 - 1991年03月31日                             | 陸上幕僚監部調査部調査第2課 調査第3班長        | 陸上自衛隊武器補給処補給部長                                     |
| 14 | 新上義昭             | 1991年04月01日 - 1993年07月31日                             | 西部方面総監部装備部装備課長                   | 陸上自衛隊東北地区補給処武器部長                                 |
| 15 | 阿保文敏             | 1993年08月01日 - 1996年12月15日                             | 陸上自衛隊武器学校学校教官                     | 陸上自衛隊武器学校教育部長                                       |
| 16 | 寄田修               | 1996年12月16日 - 1999年07月31日                             | 陸上自衛隊武器補給処企画室長                   | 陸上自衛隊関東補給処火器車両部長                                 |
| 17 | 山上満               | 1999年08月01日 - 2002年07月31日                             | 陸上幕僚監部装備部武器・化学課 総括班長        | 陸上自衛隊武器学校教育部長                                       |
| 末 | 河野廣行             | 2002年08月01日 - 2003年03月26日                             | 陸上自衛隊武器学校教育部長                     | 西部方面後方支援隊長                                             |

## 廃止（改編）部隊
- 2003年（平成15年）3月26日廃止
  - 第312武器野整備中隊（湯布院駐屯地）：第101特科直接支援隊に改編。